# Jardin de la Gare-de-Charonne
Le jardin de la Gare-de-Charonne est un espace vert du 20e arrondissement de Paris, en France.

## Situation et accès

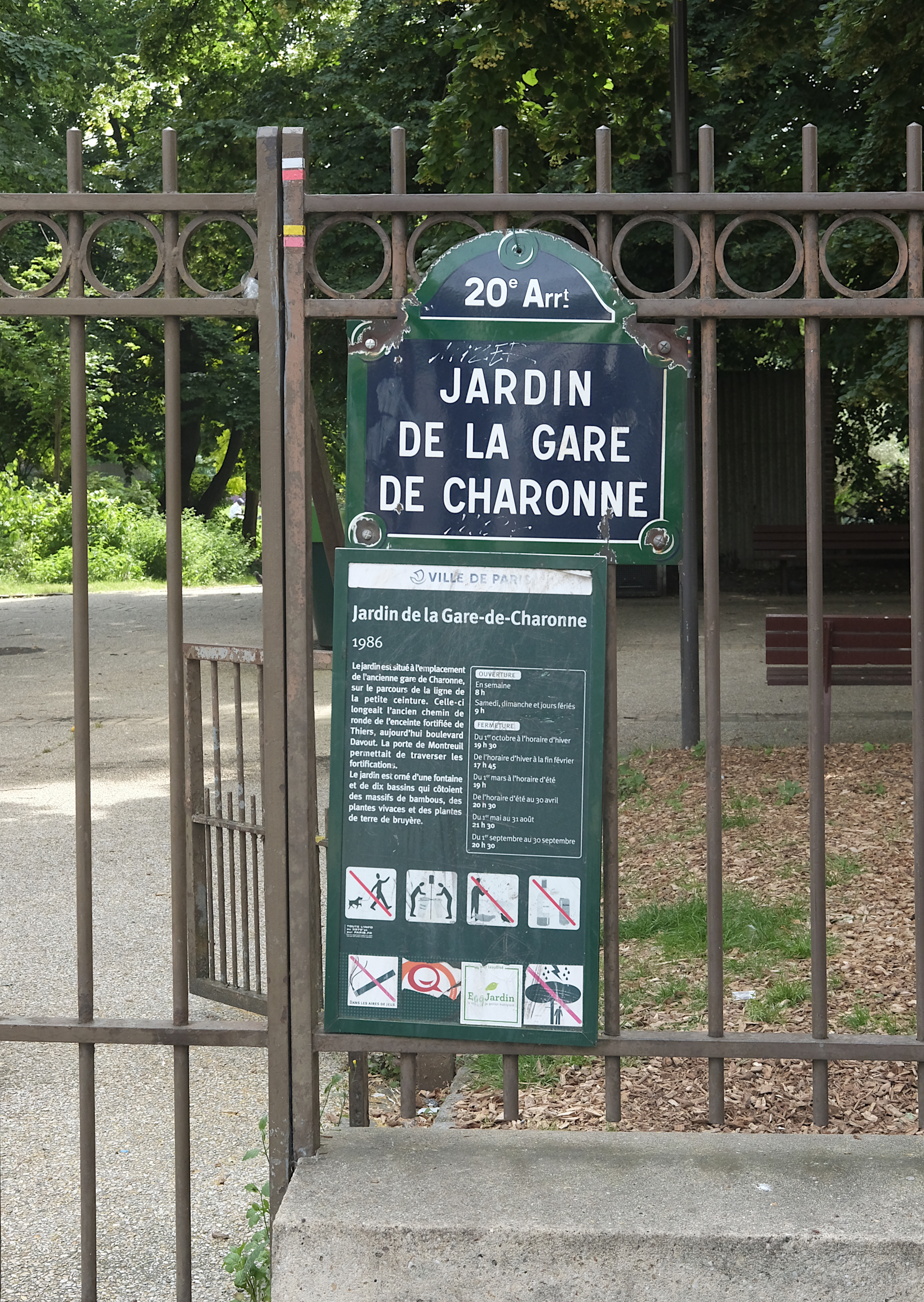
Jardin de la Gare-de-Charonne (entrée rue du Volga) - Paris 20e

Le site est accessible par le 60, rue du Volga.
Il est desservi par la ligne 9 à la station Porte de Montreuil.

## Origine du nom
Il porte ce nom car il est situé à l’emplacement de l’ancienne gare de Charonne-Marchandises. 

## Historique
Le jardin est créé en 1986 et longe l'ancien chemin de ronde de l'enceinte fortifiée de Thiers, devenue le boulevard Davout.